# شهادة وفاة
شهادة الوفاة هي وثيقة صادرة ومصدقة من طبيب تنص على وفاة الشخص، وتذكر وقت ومكان وسبب الوفاة.

## ضرورة شهادة الوفاة
من أسباب إصدار شهادة الوفاة هو استعراض سبب الوفاة لتحديد ما إذا كان الموت عرضياً أو جريمة قتل، وذلك وفقا لنتائج وحكم الفحص الطبي. ويمكن أيضا أن تكون مطلوبة من أجل ترتيب لدفن أو حرق جثث الموتى أو لتقديم أدلة على واقعة الوفاة، والتي يمكن استخدامها لإثبات حسن النية للشخص أو للمطالبة بالتأمين على حياة الشخص. وأخيرا، تستخدم شهادات وفاة في مجال الصحة العامة لجمع البيانات عن الأسباب الرئيسية للوفاة كغيرها من الإحصاءات.
قبل إصدار شهادة وفاة، تطلب السلطات عادة شهادة من الطبيب أو الطبيب الشرعي للتحقق من صحة سبب الوفاة وهوية المتوفين. في الحالات التي لا يكون فيها من الواضح تماما أن الشخص قد توفي (عادة لأن المريض موصول بأجهزة الإنعاش) يستدعى طبيب الأعصاب للتحقق من موت الدماغ، وملء الوثائق المناسبة. وعدم تقديم الطبيب النوذج المطلوب على الفور للحكومة (لبدء إصدار شهادة الوفاة) يعتبر جريمة، وسببا لخسارة الطبيب رخصته لممارسة الطب، وهذا بسبب الفضائح الأخيرة التي بينت استمرار بعض المتوفين في تلقي المنافع العامة أو التصويت في الانتخابات. ويمكن أيضا أن تصدر شهادات الوفاة وفقا لأمر من المحكمة في حالة الأشخاص الذين تم الإعلان عنهم كمفقودين.
في بعض الولايات القضائية، قد يسمح لضابط شرطة أو مسعف توقيع شهادة وفاة في ظل ظروف محددة، عادة عندما يكون سبب الوفاة واضحاً ولا يشتبه في وجود مؤامرة مثل في سن الشيخوخة المدقع، في مثل هذه الحالات نادرا ما يتم تنفيذ تشريح للجثة، وهذا يختلف من ولاية قضائية إلى أخرى خصيصا في حال لعبت الكحول أو المخدرات دورا في الحادث. ولكن في حالات أخرى يجب أن تقر جميع وفيات الأفراد دون سن 18 عاما من قبل طبيب.